# 50Ohm
50Ohm (Eigenschreibweise auch: 50ohm oder 50Ω) ist eine multimediale Ausbildungsplattform, die Kurse zur Vorbereitung auf die deutschen Amateurfunkprüfungen aller drei Amateurfunkklassen anbietet. Die Lehrmaterialien sind dabei auf den seit Juni 2024 gültigen Fragenkatalog der Bundesnetzagentur (BNetzA) abgestimmt.
Alle auf der Ausbildungsplattform verfügbaren Kurse sind kostenlos verfügbar. Zum Kursus für die Klasse N sind dazugehörige inhaltlich abgestimmte Videos verfügbar. Diese entstanden in Kooperation des Deutschen Amateur-Radio-Clubs (DARC) mit dem Amateurfunk-Kanal DL2YMR.

## Name

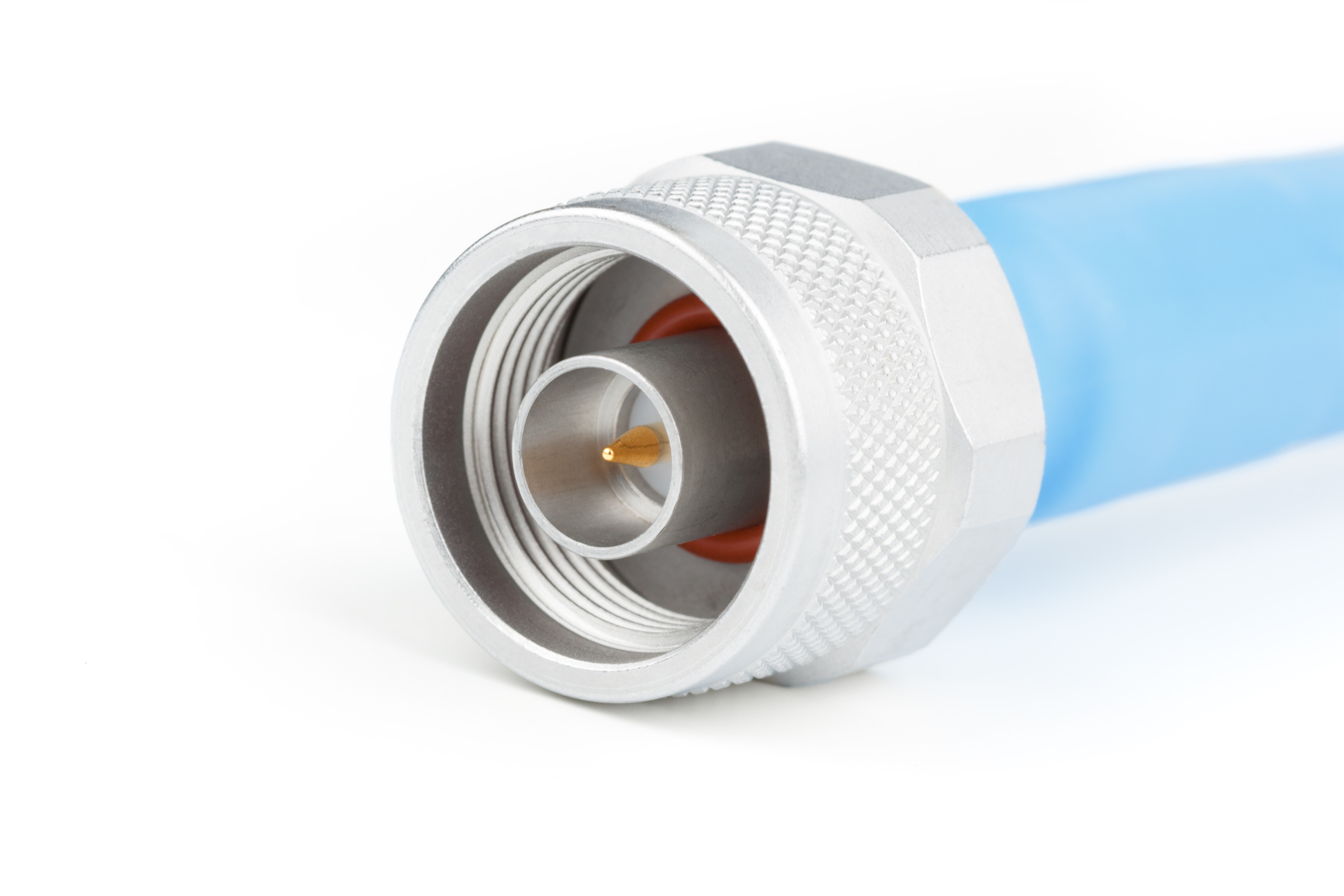
Typisches 50‑Ω-Kabel, hier mit N‑Anschluss

Der Name ist abgeleitet von 50 Ω (Ohm), einen in der HF‑Technik gängigen Wert der Impedanz (Leitungswellenwiderstand) von Kabeln, insbesondere von Koaxialkabeln.

## Inhalt
Der multimediale Online-Lehrgang für die Klasse N, der den für die Prüfung relevanten Stoff vermittelt, gliedert sich in vierzehn Lektionen (siehe unten). Es gibt jeweils Erläuterungstexte mit Abbildungen und passende Verständnisfragen aus dem offiziellen Fragenkatalog der BNetzA (siehe auch: Prüfungsfragen unter Weblinks).
Inhalte für die höheren Klassen E und A sind zum Teil schon vorhanden und werden schrittweise erweitert. Zur Darstellung der Kursinhalte der Plattform durch Ausbilder in einem Präsenzkurs steht ein spezieller Präsentationsmodus zur Verfügung. Ferner gibt es Übersichten in Form von Landkarten zu Orten mit Präsenzkursen sowie zu Ausbildungspaten.
Geplante Features sind unter anderem eine Prüfungssimulation, ein persönliches Login und eine Synchronisation mit der 50Ohm App (siehe unten).

## Videos
Ergänzt wird jede Lektion des KLasse-N-Kurses durch ein Video von etwa fünfzehn bis fünfzig Minuten Länge. Diese entstanden in Zusammenarbeit mit dem Blogger und Funkamateur Michael Reichardt (Amateurfunkrufzeichen: DL2YMR), der darin auch als der Lehrer fungiert.
Zusätzlich gibt es einen Trailer von vier Minuten (4′) Länge (siehe auch: Weblinks).

## Lektionen
In vierzehn Lektionen werden die folgenden Themen für die Klasse N behandelt:
1. Einführung mit Rufzeichen, Buchstabieralphabet und RST‑System (21′)
2. Frequenz und Wellenausbreitung (37′)
3. Amateurfunkstationen (47′)
4. Internationaler Funkbetrieb (22′)
5. Modulation (28′)
6. Digitale Übertragungsverfahren (16′)
7. Betriebliche Abkürzungen (18′)
8. Antennen und Leitungen (49′)
9. Transceiver (27′)
10. Logbuch und QSL-Karten (16′)
11. Betriebsabwicklung (16′)
12. Spannungsversorgung (21′)
13. Bauteile und Schaltkreise (41′)
14. Gesetze und Vorschriften (18′)

Die Gesamtkurse, die direkt bis zur Klasse E oder A umfassen jeweils 23 Lektionen. Darüber hinaus werden Aufbaukurse zwischen den einzelnen Klassen angeboten, die jeweils zwischen 14 und 16 Lektionen umfassen.

## App
Die 50Ohm App ist eine Trainings-App für Android und iOS, mit der die Fragen aus dem offiziellen Fragenkatalog der Bundesnetzagentur offline geübt werden können. Eine Synchronisation des Lernstands mit der 50Ohm-Website ist geplant.

## Buch
Als weitere Ergänzung wird das Buch DARC‑Amateurfunklehrgang Klasse N angeboten (288 Seiten), herausgegeben von Matthias Jung, DL9MJ, und Björn Swierczek, DL1PZ.
Literaturangaben:
- Matthias Jung, Björn Swierczek (Herausgeber): DARC-Amateurfunklehrgang Klasse N. DARC-Verlag 2024.[9]